# Arnulf Baring
Arnulf Baring, född 8 maj 1932 i Dresden, död 2 mars 2019 i Berlin, var en tysk jurist, publicist, statsvetare, samtidshistoriker och författare. Han var professor emeritus vid Freie Universität Berlin.